# Bohumír Dejmek
Bohumír Dejmek (19. prosince 1928 Kutná Hora – 25. listopadu 2003 Hradec Králové) byl český bohemista, slavista, dialektolog a vysokoškolský pedagog.

## Život
Po absolvování gymnázia v Kutné Hoře studoval v letech 1948–1952 obory český jazyk a anglický jazyk na Filozofické fakultě UK v Praze. Zde se setkal s V. Šmilauerem, J. Vachkem a A. Pražákem, kteří ho ovlivnili v jeho pozdější badatelské činnosti. Po studiích krátce působil na základní škole v Uhelné Příbrami. Od roku 1954 vyučoval na střední škole v Přelouči, kde zůstal až do roku 1968. Výjimkou však byla léta 1962–1964, kdy působil jako učitel na Pedagogickém institutu v Pardubicích. V roce 1968 se stal vyučujícím na Pedagogické fakultě v Hradci Králové. Byl členem výboru královéhradecké pobočky Jazykovědného sdružení, v níž šest let působil jako předseda. Mimo lingvistiku měl velmi blízký vztah k hudbě, o čemž svědčí jeho členství v hradeckém pěveckém sboru Smetana, ve kterém později taktéž zastával funkci předsedy. V roce 1982 se stal docentem.
Nejvýraznějším předmětem jeho badatelské činnosti byla dialektologie, k níž se dostal na podnět J. Běliče. Odborná činnost B. Dejmka byla úzce spjatá s místy, kde žil a pedagogicky působil. Nejprve se v 50. a 60. letech zabýval běžnou mluvou města Přelouče, v dalších letech potom zkoumal jazykovou situaci Hradce Králové. Původní zájem o dialektologii postupně rozšiřoval o příbuzné obory, zejména o sociolingvistiku, onomastiku, slovotvorbu a studii slangů.

## Publikační činnost

### Články
- Neslabičné u v běžně mluveném jazyce Přelouče. NŘ, 53, 1970, 32-36.
- Sociolinguistic Aspects of Research into Urban Speech. In: Reader in Czech Socioliguistics. Praha – Amsterdam – Philadelphia, 1986, s. 106–122.
- K některým způsobům obohacování slovní zásoby slangu, Sb. z II. konference o slangu a argotu, Plzeň 1983, s. 46–50, Nespisovné výrazy rockové hudby, jejich charakter a zdroje, Sb. z III. konference o slangu a argotu, Plzeň, 1987, s. 193–198.
- Monografie o nářeční a běžné mluvě na Příbramsku. SaS, 51, 1990, 73-75.

### Monografie
- Běžně mluvený jazyk nejmladší generace Hradce Králové (hláskosloví a morfologie). Pedagogická fakulta v Hradci Králové, Hradec Králové, 1987.
- Historie a současnost Hradce Králové ve jménech ulic. Gaudeamus, Hradec Králové, 1993.
- Starý Hradec vypravuje. Garamond, Hradec Králové, 1998.

### Skripta
- Tvoření a stavba slov s cvičeními. Pedagogická fakulta v Hradci Králové, Hradec Králové, 1983.
- Tvoření a stavba slov s cvičeními pro posluchače PF. Hradec Králové, 1983.
- Cvičení ze základů slavistiky, z historické gramatiky a dialektologie. Pedagogická fakulta v Hradci Králové, Hradec Králové, 1985.

### Sborníky
- Běžně mluvený jazyk (městská mluva) města Přelouče. Sborník Pedagogické fakulty v Hradci Králové, Hradec Králové, 1976.
- Mluva starší generace Hradce Králové. Pedagogická fakulta v Hradci Králové, Hradec Králové, 1981.
- Slangová vlastní jména. In: 1. celostátní seminář Onomastika jako společenská věda. Hradec Králové, 1984, s. 87–89.
- Toponyma v poezii (Zamyšlení nad funkcí toponym v Šiktancově básni Leden ze sbírky Český orloj), Sb. z 5. semináře Onomastika a škola, Hradec Králové, 1995, s. 209–214.